# Bridgestone Cycle

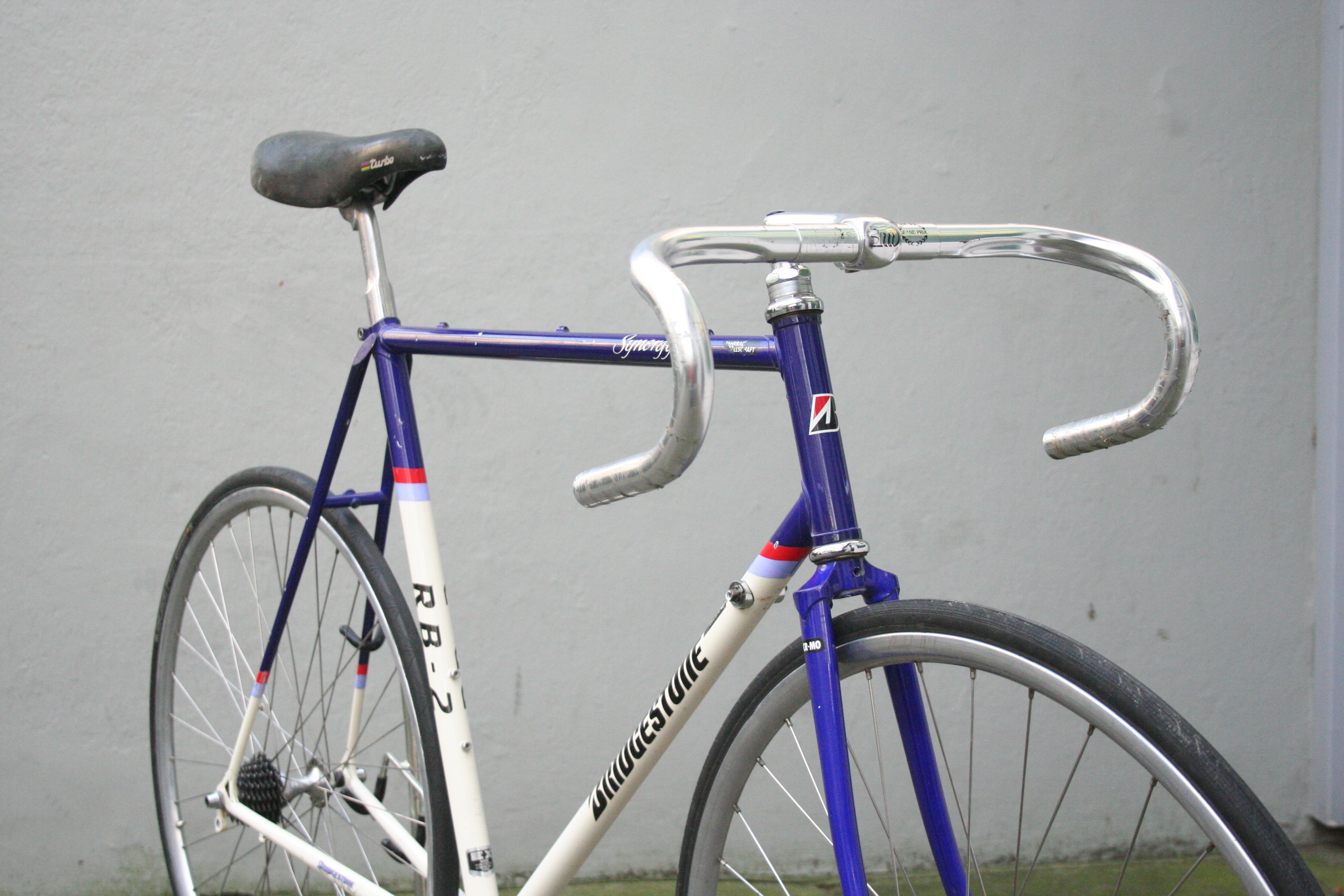
Bridgestone RB2 Rahmen

Bridgestone Cycle K.K. (jap. ブリヂストンサイクル株式会社, Burijisuton Saikuru Kabushiki kaisha, engl. Bridgestone Cycle Co., Ltd.) ist eine japanische Fahrradmanufaktur und eine Tochter des multinationalen Reifenherstellers Bridgestone. Heute stellt das Unternehmen alle Arten von Rädern fast ausschließlich für den japanischen Markt her.
Das Unternehmen wurde 1945 unter dem Namen Bridgestone Jitensha K.K. (ブリッヂストン自転車株式会社, dt. „Bridgestone-Fahrräder“) von Soichiro Ishibashi gegründet. Der Unternehmensname stammt aus der Übertragung ins Englische Ishi = stone, bashi = bridge. Er betrieb zunächst einen Import-/Exporthandel für Autoteile. 1946 begann er seine ersten Fahrräder zu produzieren.
In den späten 1980er und frühen 1990er waren die Rennräder von Bridgestone besonders beliebt. Bridgestone hatte ein Bezeichnungssystem für seine Räder, bei dem die aufsteigende Qualität mit absteigenden Nummern angegeben wurde. Es wurden die Rennradmodelle (Road Bike) RB-1, RB-2, RB-3, RB-T hergestellt. Die RB-Serie übernahm das Design klassischer italienischer Rennräder aus den 1970ern und nutzte die japanische Handwerkskunst im Rahmenbau. Das RB-1 war sehr beliebt bei amerikanischen Rennrad-Sportlern. Das RB-2 hatte die gleiche Geometrie wie das RB-1, jedoch wurde es aus günstigeren Rohren und mit qualitativ weniger guten Teilen hergestellt und ausgestattet. Verwendet wurden für alle Räder ausschließlich Tange-Rohrsätze.